# José Manuel Sánchez Ron
José Manuel Sánchez Ron (Madrid, 6 de gener de 1949) és un físic, historiador de la ciència i acadèmic de la Reial Acadèmia Espanyola.

## Biografia
Estudià Batxillerat a l'institut Cervantes de Madrid. Llicenciat en Ciències Físiques per la Universitat Complutense el 1971, va passar a continuació a ser professor ajudant en el Departament de Física Teòrica de la Universitat Autònoma de Madrid.
Entre 1975 i 1978 va estudiar com a becari de l'European Space Research Organization en els departaments de matemàtiques del King's College de Londres i de física i astronomia de l'University College London, també de Londres, institució en la qual es va doctorar el 1978. Va convalidar el seu doctorat el 1979 a la Universitat Autònoma de Madrid.
El curs 1978-79 el va passar en el Departament de Física de la Temple University de Filadèlfia com "Visiting assistant professor". Va tornar llavors al Departament de Física Teòrica de la Universitat Autònoma de Madrid, i va aconseguir el 1983 un càrrec de professor titular numerari de Física Teòrica que va mantenir fins a 1994, quan va obtenir, en el mateix departament, una càtedra d'Història de la Ciència.
Entre 1989 i 1992 va romandre en comissió de servei a l'Institut de Filosofia del Consell Superior d'Investigacions Científiques, del qual va arribar a ser vicedirector.
Ha impartit cursos i conferències en múltiples institucions, espanyoles i estrangeres, entre les quals figuren les Universitats de Yale, Minnesota, Boston, Berkeley, Oxford, Marsella, així com en el Museu Nacional de l'Aire i l'Espai de Washington, Institut Max Planck d'Història de la Ciència de Berlín o el Col·legi de Mèxic, de Mèxic D.F.
El 20 de març de 2003 va ser escollit per ocupar la butaca G de la Reial Acadèmia Espanyola de la Llengua, després de la defunció el desembre de 2002 del seu antic titular, el poeta José Hierro del Real; va llegir el seu discurs d'entrada (Elogio del mestizaje:historia, lenguaje y ciencia) el 19 d'octubre de 2003.
També és, des de desembre de 2006, acadèmic corresponent de la Reial Acadèmia de Ciències Exactes, Físiques i Naturals, i, des de novembre de 2003, membre de l'Acadèmia Europea de les Ciències i les Arts (Acadèmia Scientiarum et Artium Europaea), la seu central de la qual es troba en Salzburg. El desembre de 2005 va ser nomenat membre corresponent de la Académie Internationale d'Histoire des Sciences, amb seu a París.

## Obres
Sánchez Ron ha dirigit col·leccions, com "Clásicos de la Ciencia" (Círculo de Lectores), "Clásicos del Pensamiento" (CSIC) y "Colecciones Científicas" (Debate), i ha publicat més de quaranta llibres sobre la ciència i la seva història, amb títols com El origen y desarrollo de la relatividad, Marie Curie y la radioactividad, Cincel, martillo y piedra, El siglo de la ciencia (Premi Ortega y Gasset de l'Ajuntament de Madrid, 2001), El futuro es un país tranquilo, Historia de la física cuántica, vol I, Los mundos de la ciencia, Diccionario de la ciencia, "INTA. 50 años de ciencia y técnica aeroespacial", "Energía nuclear en España. De la JEN al CIEMAT", amb Ana Romero de Pablos, "El jardín de Newton", El poder de la ciencia, "La Fundación Juan March. Cincuenta años de cultura e investigación en España, 1955-2005", "Ciencia, política y poder: Napoleón, Hitler, Stalin y Eisenhower", "La Nueva Ilustración. Ciencia, tecnología y humanidades en un mundo interdisciplinar", pel que va rebre el Premi Internacional d'Assaig Jovellanos 2011, "Viva la ciencia!" i "El mundo de Ícaro", ambdues amb Antonio Mingote o "Los pilares de la ciencia", amb Miguel Artola.
En l'actualitat, i des de 1998, dirigeix la col·lecció "Drakontos" d'Editorial Crítica.
- José Manuel Sánchez Ron. Diccionario de la ciencia.  Editorial Crítica, 2006. ISBN 9788484328063.

- —. El canon científico.  Editorial Crítica, 2005. ISBN 9788484326809.

- —. El poder de la ciencia: historia social, política y economía de la ciencia, siglos XIX-XX.  Editorial Crítica, 2007. ISBN 9788484327585.

- —. Espacio-tiempo y átomos: relatividad y mecánica cuántica.  Ediciones AKAL, 1992. ISBN 9788446001522.

- —. Albert Einstein.  Editorial Crítica, 2005. ISBN 9788484326557.

- —. Marie Curie y su tiempo.  Editorial Crítica, 2009. ISBN 9788498920116.

- —. Ciencia, política y poder: Napoleón, Hitler, Stalin y Eisenhower.  Fundación BBVA, 2010. ISBN 9788496515994.

- —. Descubrimientos: Innovación y tecnología. Siglos XX y XXI.  Editorial CSIC, 2010. ISBN 9788400092115.

- —. El jardín de Newton: La ciencia a través de su historia.  Editorial Crítica, 2011. ISBN 9788498922943.

- —. Los mundos de la ciencia.  Espasa, 2012. ISBN 9788467007305.

- —. Cartas a Isaac Newton: El futuro es un país tranquilo.  Espasa, 2013. ISBN 9788467034257.

- —. El mundo después de la revolución, La física de la segunda mitad del siglo XX.  Pasado & Presente, 2014. ISBN 9788494289002.

- Miguel Artola Gallego, José Manuel Sánchez Ron. Los pilares de la ciencia.  Espasa, 2012. ISBN 9788467008494.

- Antonio Mingote, José Manuel Sánchez Ron. ¡Viva la ciencia!.  Editorial Crítica, 2010. ISBN 9788474238785.